# L'Hospitalet
L'Hospitalet é uma comuna francesa na região administrativa da Provença-Alpes-Costa Azul, no departamento dos Alpes da Alta Provença. Estende-se por uma área de 19,35 km². Em 2010 a comuna tinha 91 habitantes (densidade: 4,7 hab./km²).